# Холод (хладокомбинат)
ЗАО «Холод» — пятигорский производитель мороженого.
История Пятигорского мороженого берёт своё начало 1 мая 1939 года, когда был открыт Пятигорский хладокомбинат — самое первое предприятие для заморозки и хранения продуктов питания на Северном Кавказе.
Во время второй мировой войны при отступлении из Пятигорска войск Вермахта здания и холодильное оборудование Пятигорского хладокомбината было разрушено.
Восстановление Пятигорского хладокомбината было объявлено одной из приоритетных задач четвёртой пятилетки в масштабах Ставропольского края. Восстановление хладокомбината было завершено к концу пятилетки — в 1950 году.
20 марта 1992 года Пятигорский хладокомбинат был переименован в ЗАО «Холод». Его возглавляет Виктор Соломко, кавалер ордена «За заслуги перед Отечеством» IV степени.
Ежедневно ЗАО «Холод» выпускает 60 тонн мороженого. Продукция комбината реализуется на территории 25 регионов России.
Офис ЗАО «Холод» расположен в Пятигорске по адресу улица Козлова, 39.